# Stig Sollander
Stig Sollander (n. 25 iunie 1926, Frösö församling⁠(d), Comitatul Jämtland, Suedia – d. 12 decembrie 2019, Frösö distrikt⁠(d), Comitatul Jämtland, Suedia) a fost un schior alpin ce a reprezentat Suedia, medaliat olimpic. A participat la 3 ediții ale Jocurilor Olimpice (1948, 1952, 1956) în care a câștigat o medalie de bronz.